# Cathy Rodgers
Cathy Anne McMorris Rodgers (Salem, Oregón; 22 de mayo de 1969) es una política estadounidense que se desempeña como representante de los Estados Unidos por el 5.° distrito congresional de Washington desde 2005, el cual abarca el este del estado e incluye la ciudad de Spokane. Presidió la Conferencia Republicana de la Cámara entre 2013 y 2019, y desde 2021 es miembro de rango del Comité de Energía y Comercio. Miembro del Partido Republicano, sirvió en la Cámara de Representantes de Washington entre 1994 y 2004.
En 1994, tras ganar una elección especial, fue electa para representar al 7.° distrito de Washington en la Cámara de Representantes estatal. Se convirtió en líder de la minoría en 2001. En 2004, fue elegida para la Cámara de Representantes de los Estados Unidos. En 2009, se convirtió en la mujer republicana de más alto rango en el Congreso, cuando ascendió al liderazgo adjunto de la Conferencia Republicana, sirviendo como presidenta de la misma entre 2013 y 2019. Obtuvo atención nacional en 2014, cuando pronunció la respuesta republicana al discurso del estado de la Unión de Barack Obama.
Ha luchado sistemáticamente contra la normativa medioambiental en la Cámara de Representantes. En 2011, apoyó un proyecto de ley, aprobado por la Cámara de Representantes pero rechazado por el Senado, de mayoría demócrata, para prohibir a la Agencia de Protección Ambiental la emisión de normas relacionadas con la lucha contra el cambio climático.
En 2016, McMorris Rodgers estaba en la lista corta del presidente Donald Trump para convertirse en secretario del Interior . El puesto fue para el congresista por Montana Ryan Zinke.